# Boris Kabur
Boris Kabur (* 2. Septemberjul. / 15. September 1917greg. in Tallinn; † 28. Januar 2002 in Tartu) war ein estnischer Ingenieur, Jugendbuchautor und Übersetzer.

## Leben
Boris Kabur entstammt einer Arbeiterfamilie, sein Vater war Mordwine. Er ging ab 1925 in Tallinn zur Schule und absolvierte 1936 das Kommerzgymnasium für Jungen. Danach studierte er von 1937 bis 1941 an der Universität Tartu Physik und schloss mit dem Magistergrad ab. Während der deutschen Okkupation Estlands im Zweiten Weltkrieg arbeitete Kabur als Physiker in Tartu und studierte nebenbei noch Medizin.
Nach dem Krieg arbeitete er kurz in Moskau, geriet aber bald in Gefangenschaft. Die Jahre von 1947 bis 1954 verbrachte er in einem Speziallager für Konstrukteure in Sibirien. Hier war er unter anderem beteiligt an der Entwicklung der Kettenmotorsäge Druschba. 1954 konnte er nach Estland zurückkehren, wo er fortan als freiberuflicher Schriftsteller und Übersetzer lebte. Seit 1966 war er Mitglied des Estnischen Schriftstellerverbandes.
Boris Kabur war dreimal verheiratet, unter anderem mit den Schriftstellerinnen Salme Kõiv und Astrid Reinla.

## Literarisches und übersetzerisches Werk
Boris Kabur ist vor allem mit einigen Schauspielen für Kinder bekannt geworden. In ihnen stehen ein Schuljunge und sein Roboter im Mittelpunkt, anhand deren Verhältnis der Autor die Problematik „des Gewissens und der Beziehung zwischen Gut und Schlecht“ behandelt. Auch sein einziges Science-Fiction-Buch, das im 24. Jahrhundert spielt und drei Jugendliche auf einem entfernten Planeten ein im 20. Jahrhundert gegründetes, feindlich gesinntes Raketenzentrum entdecken lässt, trägt „antifaschistische und antirassistische Züge“, ohne dabei jedoch „ideologisch aufdringlich“ zu sein.
Bedeutender als sein eigenes literarisches Werk ist vermutlich die übersetzerische Tätigkeit von Boris Kabur einzuschätzen. Damit begann er auch wesentlich früher, nämlich bereits 1941. Er übertrug sowohl Fachliteratur als auch literarische Texte, hauptsächlich aus dem Englischen, Russischen und Armenischen. Von ihm stammen zum Beispiel die estnischen Übersetzungen von Walt Whitmans Leaves of Grass, Wiktor Borissowitsch Schklowskis Sentimentale Reise, Edgar Lee Masters’ Spoon River Anthology, Henry Wadsworth Longfellows The Song of Hiawatha, Jeghische Tscharenz’ Das Land von Nairi und Mary Shelleys Frankenstein or The Modern Prometheus. Ebenso entstammen die estnische Übersetzung des armenischen Epos David von Sassoun und des Gilgamesch-Epos seiner Feder.

## Bibliographie
- Kosmose rannavetes. Tallinn: Eesti Raamat 1966, auf Deutsch: Die Spur führt zum Hermes. Zukunftsroman. Ins Deutsche übertragen von Alexander Baer. Berlin: Verlag Neues Leben 1970. 159 S. (Kompass-Bücherei 137)
- Rops. Rops aitab kõiki. ('Rops. Rops hilft allen'. Schauspiele) Tallinn: Eesti Raamat 1967.

## Sekundärliteratur
- Andres Langemets: Boris Kabur 60, in: Keel ja Kirjandus 9/1977, S. 559.
- Ain Kaalep: Ühe eluromaani konspekt, in: Looming 9/1987, S. 1286–1287.
- Boris Kabur: Autoportree, in: Vikerkaar 5/1993, S. 75–77.